# Кевін Маккенна
Кевін Джеймс Маккенна (англ. Kevin James McKenna, нар. 21 січня 1980, Калгарі) — колишній канадський професійний футбольний гравець. Він був центральним захисником, який також інколи грав на позиції центрального півзахисника або нападаючого.

## Клубна кар'єра
Маккенна почав грати в футбол 1990 року в команді «Калгарі Футгіллз», а 15 до 18 років Маккенна був частиною спортивної команди університету Калгарі, «Калгарі Дінос».

### «Енергі»
У 1998 році він переїхав до Німеччини в футбольний клуб другого дивізіону «Енергі» з Коттбуса. 23 квітня 1999 року футболіст дебютував у професійному матчі проти «Ульма», вийшовши з лави запасних на 74-й хвилині. У 2000 році клуб вийшов до Бундесліги і у першій грі сезону 2000/01 Маккенна і його партнер по збірній Пол Сталтері одночасно стали першими канадцями, що зіграли в німецькій Бундеслізі, оскільки Сталтері проводив  свій перший матч за «Вердер», суперника коттбуського клубу у тому матчі.

### «Гарт оф Мідлотіан»
У 2001 році, Маккена переїхав у клуб шотландської Прем'єр-Ліги «Гарт оф Мідлотіан» на правах оренди, зігравши вісім ігор за единбурзький клуб. Після цього шотландський клуб за 300 000 фунтів викупив Маккенну, який став другим бомбардиром команди в сезоні 2001/02, забивши дев'ять м'ячів у 35 матчах. У сезоні 2002/03 Маккенна забив шість голів у 41 матчі у всіх турнірах, а в наступному розіграші забив п'ять м'ячів у 38 матчах. Всього з 2000 по 2005 рік Маккенна відіграв у 121 матчі в складі шотландського клубу, забивши 21 гол. 
У 2005 році Маккена повернувся в Коттбус. У сезоні 2005/06 року він відіграв 34 матчі і забив 10 голів. Після цього 2006 року був обраний новим капітаном клубу після відходу колишнього капітана Грегга Бергалтера.

### «Кельн»
Влітку 2007 року, Маккенна підписав чотирирічний контракт з  «Кельном», що виступав у Другій Бундеслізі. Маккенна дебютував за свою нову команду 10 серпня 2007 року в матчі проти «Санкт-Паулі» (2:0). Кілька тижнів потому Маккенна забив свій перший гол за клуб — 5 жовтня у грі з «Кікерс Оффенбах» (4:1). В першому ж сезоні він допоміг клубу підвищитись у класі і вийти у Бундеслігу. 13 грудня 2008 року клубу вдалося здобути перемогу над «Бохумом» після того, як Маккенна забив свій перший гол в Бундеслізі.
У вересні 2010 Маккенні була зроблена операція на коліні, через яку він залишився поза грою на невизначений термін, однак канадець швидко відновився і повернувся в першу команду на початку грудня. 19 грудня в матчі проти «Шальке 04» (0:3) Кевін повернувся на поле..
У сезоні 2011/12 Маккенна вперше зіграв 13 серпня проти «Шальке 04» (1:5) у другому матчі команди в сезоні. Два тижні потому Маккенна забив свій перший гол у сезоні і допоміг команді перемогти «Гамбург» (4:3). Цей гол залишився єдиним для гравця у тому сезоні в чемпіонаті, а команда зайняла 17 місце і вилетіла у Другу Бундеслігу.
Маккенна залився з командою у нижчому дивізіоні і допоміг їй повернутись в еліту за підсумками сезону 2013/14, зайнявши 1 місце, проте сам Кевін у травні 2014 року оголосив про завершення ігрової кар'єри.

## Міжнародна кар'єра
Маккенна дебютував за збірну Канади в травні 2000 року в товариському матчі проти Тринідаду і Тобаго. До листопада 2009 року він провів  в загальній складності 46 матчів, забивши дев'ять м'ячів. Він зіграв за Канаду в чотирьох матчах кваліфікації до чемпіонату світу матчі.
2002 року взяв участь у Золотому кубку КОНКАКАФ, на якому забив три голи, включаючи дубль у ворота Гаїті в першому турі, завдяки чому став другим бомбардиром турніру і включений у символічну збірну.
Маккенна провів свій 50-й матч у складі збірної Канади в товариському матчі проти Еквадору (2:2) перед Золотим кубком КОНКАКАФ 2011 року. На самому турнірі, який для Маккенни став уже п'ятим, він був названий капітаном команди, оскільки Пол Сталтері не потрапив у заявку на турнір.

### Голи за збірну
| #   | Дата            | Місце                                | Суперник   | Результат | Турнір                      |
| --- | --------------- | ------------------------------------ | ---------- | --------- | --------------------------- |
| 1.  | 30 травня 2000  | Вінніпег, Манітоба, Канада           | Гондурас   | 3–1       | Товариський матч            |
| 2.  | 18 січня 2002   | Маямі, Флорида, США                  | Гаїті      | 2–0       | Золотий кубок КОНКАКАФ 2002 |
| 3.  | 18 січня 2002   | Маямі, Флорида, США                  | Гаїті      | 2–0       | Золотий кубок КОНКАКАФ 2002 |
| 4.  | 26 січня 2002   | Маямі, Флорида, США                  | Мартиніка  | 1–1       | Золотий кубок КОНКАКАФ 2002 |
| 5.  | 12 лютого 2003  | Триполі, Лівія                       | Ліван      | 4–2       | Товариський матч            |
| 6.  | 1 червня 2003   | Вольфсбург, Німеччина                | Німеччина  | 1–4       | Товариський матч            |
| 7.  | 13 червня 2004  | Кінгстон, Онтаріо, Канада            | Беліз      | 4–0       | Кваліфікація до ЧС-2006     |
| 8.  | 26 березня 2005 | Барселуш, Португалія                 | Португалія | 1–4       | Товариський матч            |
| 9.  | 25 липня 2005   | Бернабі, Британська Колумбія, Канада | Гондурас   | 1–2       | Товариський матч            |
| 10. | 7 вересня 2010  | Монреаль, Квебек, Канада             | Гондурас   | 2–1       | Товариський матч            |
| 11. | 29 лютого 2012  | Лімасол, Кіпр                        | Вірменія   | 1–3       | Товариський матч            |

## Досягнення

### Індивідуальні
- У символічній збірній Золотого кубка КОНКАКАФ: 2002

### Збірна
Канада
- Золотий кубок КОНКАКАФ:
  - Третє місце: 2002